# アラ・ソレンコワ
アラ・ゲオルギエヴナ・ソレンコワ（ロシア語: Алла Георгиевна Соленкова 翻字例: Alla Georgievna Solenkova 1928年3月12日 - 2005年3月24日）は、ソヴィエト連邦及びロシアのコロラトゥーラ・ソプラノ。ミレロヴォ (英語版)生まれ。

## 人物
ポドリスクで幼少期を過ごし、そこでピオネールの家の音楽クラブに通い、その後ポドリスク音楽学校でヴァイオリンを学ぶ。
モスクワ音楽院でレオニーダ・バラノフスカヤに声楽を師事し、1954年に卒業。
1945年から1956年に彼女はモセストラーダのソリストを務めた。 1955年にワルシャウで開催された世界青年学生祭典のコンペティションで1位を獲得。
1956年から1958年までボリショイ劇場のソリスト、1958年からはモスクワ国立アカデミーフィルハーモニーのソリストとなった。オペラの役割の中には、雪娘、マルタ、ジルダなどがあった。
1958年以来、彼女はモスクワフィルハーモニー管弦楽団のソリストであり、1961年から1962年のシーズンにスカラ座で訓練を受けた。歌のレパートリーには、オペラアリア、ロマンス、叙情的なポップ、ロシア民謡が含まれ、コンサートではグリーグ、マイアベーア、ヴェッカーリン（英語版）、マスネ、トースト、ラフマニノフ、ニコライ・チェレプニン、ドヴォルザーク、ルジツキ、ムラデリ、スヴィリドフ、ヴァルラモフ（ロシア語版）の作品が取り上げられた。
死後はモスクワ近くのラキツキ墓地に埋葬された 。

## ノート
1. ↑  Могила А. Г. Соленковой

## 文献
- Московская энциклопедия. Том 1: Лица Москвы. Книга 4: Р-Т. — М.: ОАО «Московские учебники», 2012

## リンク
- アラ・ソレンコワ
- Solenkova Alla Georgievna

- 驚異的な音域を持つコロラトゥーラ・ソプラノ、ソレンコワ - HMV